# Joseph Marsh

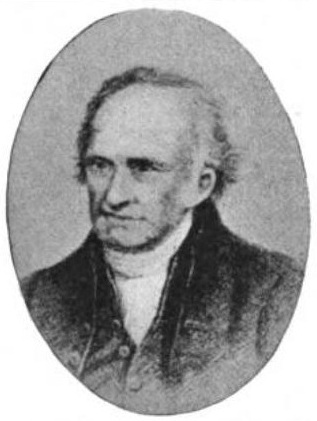
Joseph Marsh

Joseph Marsh (* 12. Januar 1726 in Lebanon, New London County, Colony of Connecticut; † 9. Februar 1811 in Quechee, Vermont) war ein US-amerikanischer Militär und Staatsmann. Als Vermonter Offizier kämpfte er in der Amerikanischen Revolution und wurde später Vizegouverneur von Vermont.

## Leben
Marsh wurde in Lebanon (Connecticut) geboren. 1772 zog er nach Hartford. Er war Farmer, Landbesitzer und Geschäftsmann.
An der amerikanischen Revolution nahm Marsh als Kommandeur eines Regiments der Miliz, später als Lieutenant Colonel und Colonel teil. Er war beteiligt an der Eroberung des Fort Ticonderogas von den Briten ebenso wie an der Schlacht von Bennington. Zudem war er 1777 beim New York Provincial Congress anwesend. Zu der Zeit war die Hoheit über Vermont Gegenstand von Streitigkeiten zwischen New Hampshire und New York.
Im Jahr 1777 war Marsh Mitglied der Windsor Convention, die die Verfassung der Vermont Republic, die „Declaration of Rights of the Inhabitants of the State of Vermont“ und den „Plan or Frame of Government“, den beiden Teilen der Verfassung des Staates Vermonts, erarbeitet hat und diente als Vizepräsident der Versammlung.
Zum Vizegouverneur wurde er 1778 gewählt und dieses Amt übte er bis 1779 aus. Zudem wurde Marsh 1778 zum Richter am „Confiscation Court for eastern Vermont“ ernannt. Diese besonderen Gerichte wurden gebildet, um zu klären, ob Angeklagte loyal zu den Vereinigten Staaten standen. Wenn nicht, wurde ihr Eigentum konfisziert und bei einer Auktion verkauft. Die Verkaufserlöse fielen an die Staatskasse von Vermont.
Marsh war von 1781 bis 1782 Abgeordneter des Repräsentantenhauses von Vermont. Im Jahre 1785 war er ein Mitglied des Council of Censors. Von 1787 bis 1795 diente er als Richter des Gerichts im Windsor County. Von 1787 bis 1790 kehrte er zurück in das Amt des Vizegouverneurs.
Marsh verstarb am 8. Februar 1811 in Quechee.  Sein Grab befindet sich auf dem Quechee's Hilltop Cemetery.
Er hatte zwölf Kinder, zu den Nachkommen gehören sein Sohn Charles Marsh sowie die Enkel James Marsh und George Perkins Marsh.